# Eugène Simon

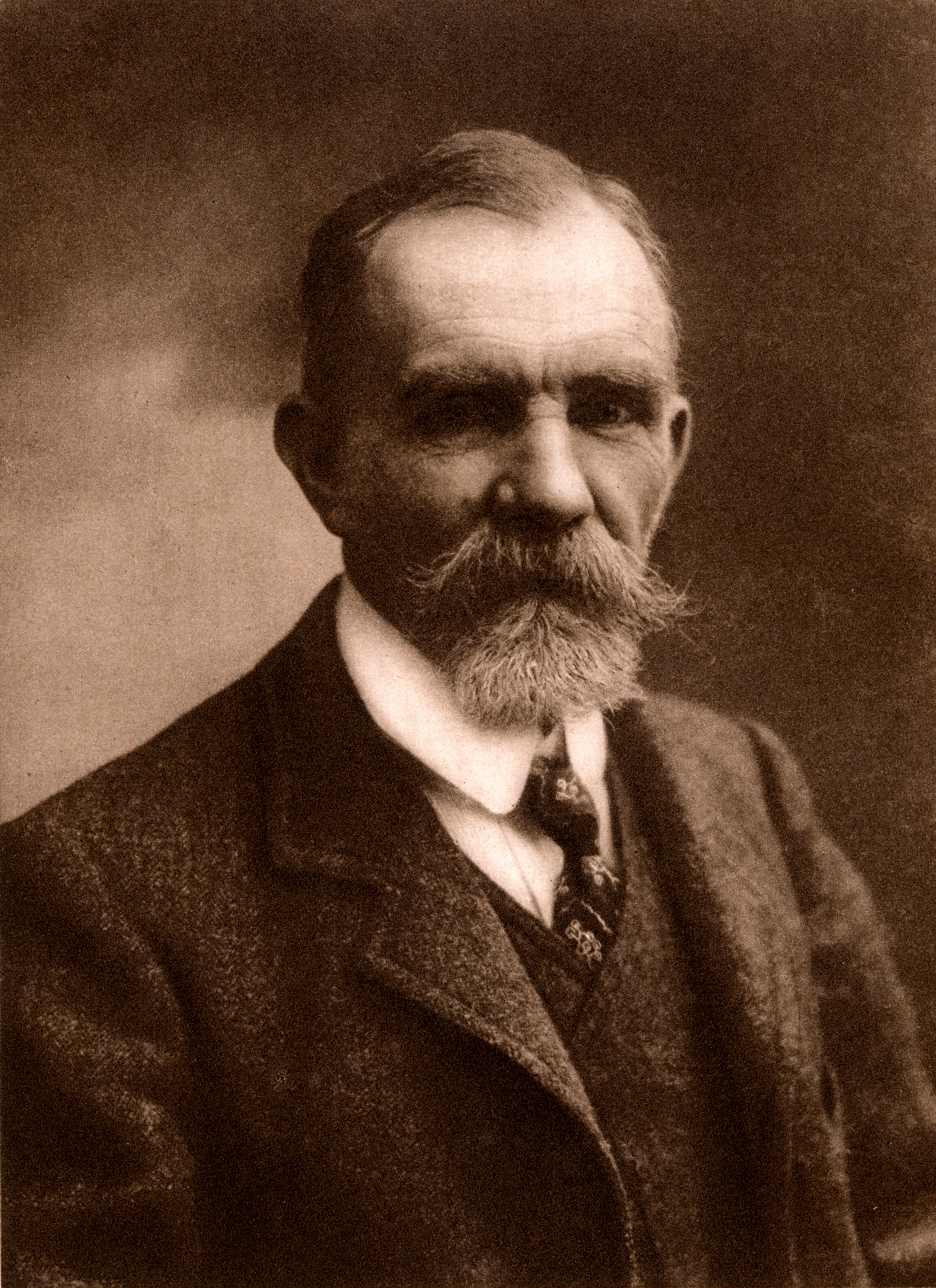
Chân dung Eugène Simon

Eugène Simon (30/04/1848 – 17/11/1924) là nhà tự nhiên học người Pháp về côn trùng và nhện, chim và thực vật. Ông được xem là nhà phân loại nhện phong phú nhất khi mô tả hơn 4000 loài.

## Nghiên cứu về nhện
Công trình nghiên cứu quan trọng nhất của ông là Histoire Naturelle des Araignées (1892-1903), bách khoa toàn thư về phân loại nhện. Nó được xuất bản thành 2 tập với hơn 1000 trang và hình ảnh mỗi tập. Cuốn sách mất 11 năm để hoàn thành. Simon mô tả tổng cộng 4650 loài và vào năm 2013 khoảng 3790 loài vẫn còn hợp lệ. Hiệp hội Quốc tế các nhà phân loại nhện đặt Giải thưởng Simon (Simon Award) để ghi nhận thành tựu này.

## Nghiên cứu về chim
Ông cũng nghiên cứu về họ chim ruồi. Ông mô tả vài loài và chi, đồng thời đặt ra các chi Anopetia, Stephanoxis, Haplophaedia và Taphrolesbia. Ông còn được tưởng nhớ về phân loài simoni của loài chim ruồi đuôi én (Eupetomena macroura). Các nghiên cứu về họ chim ruồi của ông viết trong sách Histoire Naturelle des Trochilidae năm1921.

## Nghiên cứu về thực vật
Đóng góp cho thực vật học của Simon's không lớn, và ông dễ bị nhầm với nhà sinh vật học người Pháp Eugène Ernest Simon, viết tắt E.Simon (1871–1967).

## Các nghiên cứu
- 1864-1884. Histoire naturelle des araignées, Librairie encyclopédique de Roret, Paris
- 1872. Arachnides de Syrie, rapportés par M. Charles Piochard de La Brûlerie, in: Annales de la Société entomologique de France, Séries 5, 11: 245-264.
- 1875. Les Arachnides de France, Librairie encyclopédique de Roret
- 1877. Arachnides nouveaux ou peu connus, in: Annales de la Société entomologique de France (1) 6: 225-242.
- 1879. Essai d'une classification des Galeodes, remarques synonymiques et description d'espèces nouvelles ou mal connues, in: Annales de la Société entomologique de France, Séries 5, Tome IX: 93-154, plate 3
- 1879. Arachnides de France (VII volume, analyse), in: Annales de la Société entomologique de France (V) 9: CLX-CLXI
- 1879. Les Ordres des Chernetes, Scorpiones et Opiliones, in: Les Arachnides de France), VII:1-332, Librairie encyclopédique de Roret, Paris
- 1880. Description de deux nouveaux genres de l'ordre des Solifugae, in: Annales de la Société entomologique de France, Séries 5, X:399-402
- (Italian) 1882. I. Viaggio ad Assab nel mar Rosso, dei signori G. Doria ed O. Beccari con il R. Avviso "Esploratore" dal 16 Novembre 1879 al 26 Febbraio 1880. II Étude sur les Arachnides du Yémen méridional, Annali del Museo Civico di Storia Naturale di Genova, XVIII:207-260.
- 1884. Arachnides recueillis par M. l'abbé A. David à Smyrne, à Beïrout et à Akbès en 1883, in: Études arachnologiques, 15 Mémoire, Annales de la Société entomologique de France (VI) 4:181-196
- 1885. Certain histological and anatomical features of the nervous system of a large Indian spider, Poecilotheria, in: American Zoologist 9 (1):113-119
- 1885. Matériaux pour servir à la faune arachnologique de l'Asie méridionale. I. Arachnides recueillis à Wagra-Karoor près Gundacul, district de Bellary par M. M. Chaper. II. Arachnides recueillis à Ramnad, district de Madura par M. l'abbé Fabre, in: Bulletin de la Société zoologique de France, X:1-39
- 1885. Études sur les Arachnides recueillis en Tunisie, en 1883 et 1884, par MM. A. Letourneux, M. Sédillot, et Valéry Mayet, vol. 8: IV + 1-59 in: Ministère de l' éducation nationale (France). 1885–1903. Exploration scientifique de Tunisie. Ten volumes.
- 1885. Matériaux pour servir à la faune des Arachnides de la Grèce, in: Annales de la Société entomologique de France (VI) 4:305-356
- 1885. Matériaux pour servir à la faune arachnologique de l'Asie méridionale. I. Arachnides recueillis à Wagra-Karoor près Gundacul, district de Bellary par M. M. Chaper. II. Arachnides recueillis à Ramuad, district de Madura par M. l'abbé Fabre, in: Bull. Soc. zool. France, X:1-39
- 1888. Arachnides recueillis dans le sud de l'Afrique par le Dr. Hans Schinz, in: Annales de la Société entomologique de France, VII: 369-384
- 1889. Notes sur quelques espèces de Trochilidés, in: Mémoires de la Société zoologique de France. vol. 2, 1889, 226–231
- 1890. Études sur les Arachnides du Yémen, in: Annales de la Société entomologique de France (VI) 10: 77-124
- 1890. Étude sur les Arachnides recueillis par M. L. von Höhnel, officier de la marine autrichienne, pendant l'expédition de M. le comte S. Téléki dans l'Afrique orientale équatoriale, en 1887–1888, in: Annales de la Société entomologique de France (VI) 10:125-130
- 1891. Description de deux espèces nouvelles d'Arachnides rec. dans le Sahara par le Dr. R. Blanchard, in: Bulletin de la Société zoologique de France, XIV:198-199
- 1892. Liste des arachnides recueillis en Syrie par M. Le Dr Théod. Barrois, in: Résultats scientifiques d'un voyage entrepris en Palestine & en Syrie par le Dr Th. Barrois, Revue Biologique du nord de la France 5 (2):3-7
- 1895. Galeodes graecus C.L. Koch, in: Annales de la Société entomologique de France (V) 9: 96-100
- 1897. Arachnides recueillis par M. M. Maindron à Mascate, en octobre 1896, in: Bulletin du Muséum national d'histoire naturelle, Paris, III:95-97
- 1897. Catalogue des espèces actuellement connues de la famille des Trochilidés, Paris, L. Mulo, 1897, 416 pages
- 1899. Liste des Arachnides recueillis en Algérie par M. P. Lesne et description d'une espèce nouvelle, in: Bulletin du Muséum national d'histoire naturelle, Paris, V:82-87. (82, 85, 86)
- 1899. Arachnides recueillis par M. C.-J. Dewitz en 1898, à Bir-Hooker (Wadi Natron), en Égypte, in: Bulletin de la Société entomologique de France, 68:244-247
- 1905. Voyage de M. Maurice Maindron dans l'Inde méridionale (mai à novembre 1901), 7eme Mémoire. Arachnides (1re partie), in: Annales de la Société entomologique de France, 74:160-180
- 1909. Étude sur les arachnides recueillis au Maroc par M. Martínez de la Escalera en 1907, in: Memorias de la Real Sociedad Española de Historia Natural, 6 (1):1-43
- 1909. Voyage de M. Maurice de Rothschild en Éthiopie et dans l'Afrique orientale anglaise (1904–1906). Arachnides 1. Part., in: Annales de la Société entomologique belge, 53:29-43
- 1911 (published 1912). "Un Sagina nouveau présumé hybride: Sagina lemovicensis Simon". Bulletin de la Société botanique de France 58: XLIII–XLVIII.
- 1921. Histoire naturelle des Trochilidae, L. Mulo, Paris